# Rem als Jocs Olímpics d'estiu de 2012
Als Jocs Olímpics d'Estiu de 2012, realitzats a la ciutat de Londres (Anglaterra, Regne Unit), es disputaren catorze proves de rem, les mateixes que en l'edició anterior, vuit en categoria masculina i sis en categoria femenina.
Les proves es realitzaren entre els dies 28 de juliol i el 4 d'agost a les instal·lacions del Dorney Lake. Hi participaren un total de 550 remers, 353 homes i 197 dones.

## Calendari
| P | Preliminars | R | Repesca | ¼ | Quarts de final | ½ | Semifinals | F | Final |

| Prova↓/Data →                        | 28 juliol | 29 juliol | 30 juliol | 31 juliol | 1 agost | 2 agost | 3 agost | 4 agost |
| ------------------------------------ | --------- | --------- | --------- | --------- | ------- | ------- | ------- | ------- |
| Scull individual masculí             | P         | R         |           | ¼         | ½       |         | F       |         |
| Dos sense timoner masculí            | P         |           | R         |           | ½       |         | F       |         |
| Doble Scull masculí                  | P         | R         |           | ½         |         | F       |         |         |
| Doble Scull lleuger masculí          |           | P         |           | R         |         | ½       |         | F       |
| Quatre sense timoner masculí         |           |           | P         | R         |         | ½       |         | F       |
| Quàdruple Scull masculí              | P         |           | R         |           | ½       |         | F       |         |
| Quatre sense timoner lleuger masculí | P         | R         |           | ½         |         | F       |         |         |
| Vuit amb timoner masculí             | P         |           | R         |           | F       |         |         |         |
| Scull individual femení              | P         | R         |           | ¼         |         | ½       |         | F       |
| Dos sense timoner femení             | P         |           | R         |           | F       |         |         |         |
| Doble Scull femení                   |           |           | P         | R         |         |         | F       |         |
| Doble Scull lleuger femení           |           | P         |           | R         |         | ½       |         | F       |
| Quàdruple Scull femení               | P         |           | R         |           | F       |         |         |         |
| Vuit amb timoner femení              |           | P         |           | R         |         | F       |         |         |

## Resum de medalles

### Categoria masculina
| Prova                                | Or | Argent | Bronze |
| Scull individual detalls             | Mahe Drysdale (NZL) | Ondřej Synek (CZE) | Alan Campbell (GBR) |
| Doble Scull detalls                  | Nova ZelandaNathan Cohen · Joseph Sullivan | ItàliaAlessio Sartori · Romano Battisti | EslovèniaLuka Spik · Iztok Cop |
| Doble Scull lleuger detalls          | DinamarcaMads Rasmussen · Rasmus Quist Hansen | Regne UnitZac Purchase · Mark Hunter | Nova ZelandaStorm Uru · Peter Taylor |
| Quàdruple Scull detalls              | AlemanyaKarl Schulze · Philipp Wende · Lauritz Schoof · Tim Grohmann                                                                                               | CroàciaDavid Šain · Martin Sinković · Damir Martin · Valent Sinković                                                                              | AustràliaChris Morgan · Karsten Forsterling · James McRae · Daniel Noonan                                                                                      |
| Dos sense timoner detalls            | Nova ZelandaEric Murray · Hamish Bond | FrançaGermain Chardin · Dorian Mortelette | Regne UnitGeorge Nash · William Satch |
| Quatre sense timoner detalls         | Regne UnitAlex Gregory · Tom James · Pete Reed · Andrew Triggs-Hodge                                                                                               | AustràliaJames Chapman · Joshua Dunkley-Smith · Drew Ginn · William Lockwood                                                                      | Estats UnitsCharlie Cole · Scott Gault · Glenn Ochal · Henrik Rummel                                                                                           |
| Quatre sense timoner lleuger detalls | Sud-àfricaJames Thompson · Matthew Brittain · John Smith · Sizwe Ndlovu                                                                                            | Regne UnitPeter Chambers · Rob Williams · Richard Chambers · Chris Bartley                                                                        | DinamarcaKasper Winther · Morten Jorgensen · Jacob Barsoe · Eskild Ebbesen                                                                                     |
| Vuit amb timoner detalls             | AlemanyaFilip Adamski · Andreas Kuffner · Eric Johannesen · Maximilian Reinelt · Richard Schmidt · Lukas Mueller · Florian Mennigen · Kristof Wilke · Martin Sauer | CanadàGebriel Bergen · Douglas Csima · Rob Gibson · Conlin McCabe · Malcolm Howard · Andrew Byrnes · Jeremiah Brown · Will Crothers · Brian Price | Regne UnitAlex Partridge · James Foad · Tom Ransley · Richard Egington · Mohamed Sbihi · Greg Searle · Matthew Langridge · Constantine Louloudis · Phelan Hill |

### Categoria femenina
| Prova                       | Or | Argent | Bronze |
| Scull individual detalls    | Miroslava Knapkova (CZE) | Fie Udby Erichsen (DEN) | Kim Crow (AUS) |
| Doble Scull detalls         | Regne UnitAnna Watkins · Katherine Grainger | AustràliaKim Crow · Brooke Pratley | PolòniaMagdalena Fularczyk · Julia Michalska |
| Doble Scull lleuger detalls | Regne UnitKatherine Copeland · Sophie Hosking | R.P. de la XinaXu Dongxiang · Huang Wenyi | GrèciaChristina Giazitzidou · Alexandra Tsiavou |
| Quàdruple Scull detalls     | UcraïnaKateryna Tarasenko · Nataliya Doovgodko · Anastasiia Kozhenkova · Yana Dementieva                                                                     | AlemanyaAnnekatrin Thiele · Carina Baer · Julia Richter · Britta Oppelt | Estats UnitsNatalie Dell · Kara Kohler · Megan Kalmoe · Adrienne Martelli |
| Dos sense timoner detalls   | Regne UnitHelen Glover · Heather Stanning | AustràliaKate Hornsey · Sarah Tait | Nova ZelandaJuliette Haigh · Rebecca Scown |
| Vuit amb timoner detalls    | Estats UnitsErin Cafaro · Zsuzsanna Francia · Esther Lofgren · Taylor Ritzel · Meghan Musnicki · Eleanor Logan · Caroline Lind · Caryn Davies · Mary Whipple | CanadàJaninbe Hanson · Rachelle Viinberg · Krista Guloein · Lauren Wilkinson · Natalie Mastracci · Ashley Brzozowicz · Darcy Marquardt · Andreanne Morin · Lesley Thompson-Willie | Països BaixosJacobine Veenhoven · Nienke Kingma · Chantal Achterberg · Sytske de Groot · Roline Repelaer van Driel · Claudia Belderbos · Carline Bouw · Annemiek de Haan · Anne Schellekens |

## Medaller

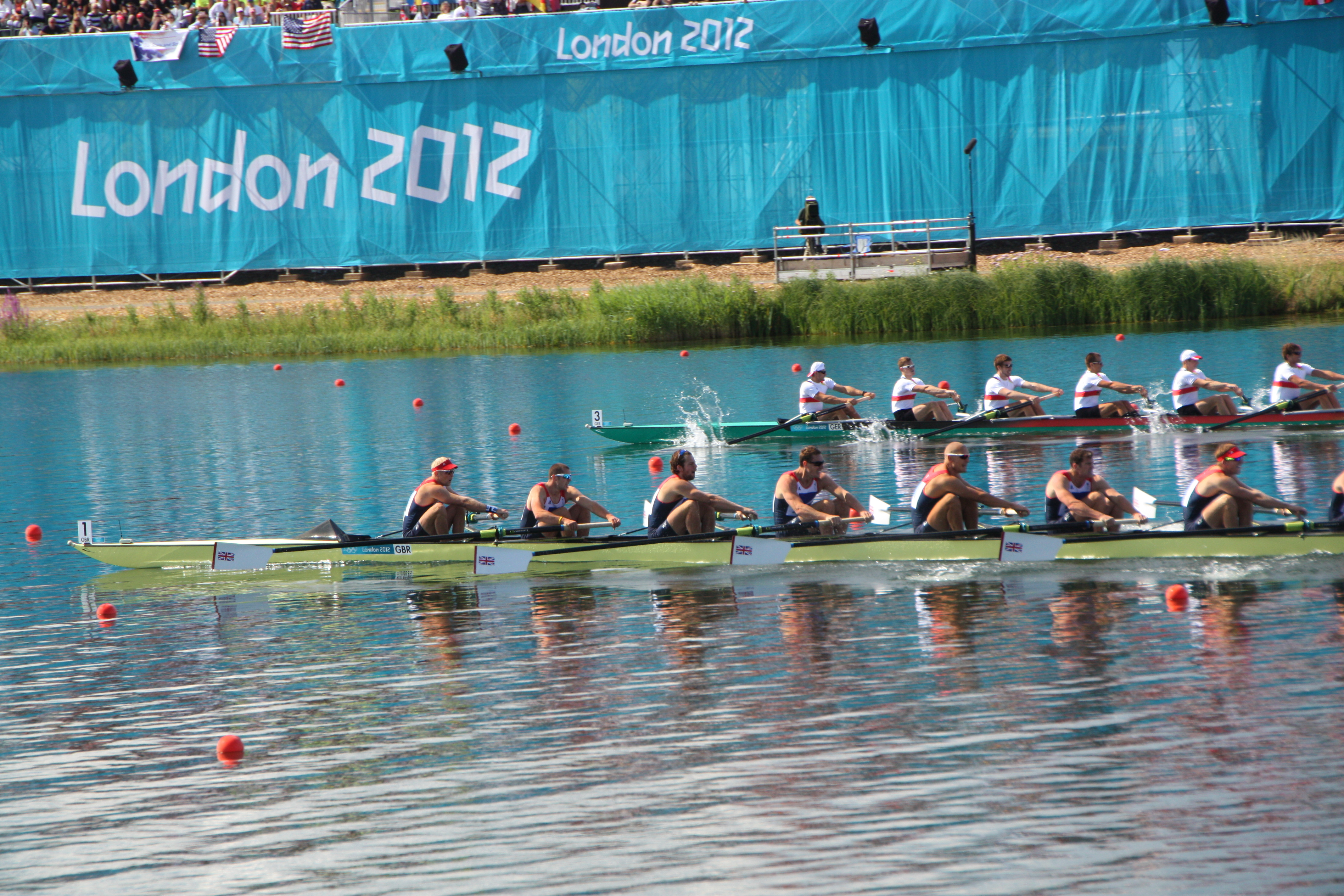
Competició masculina.

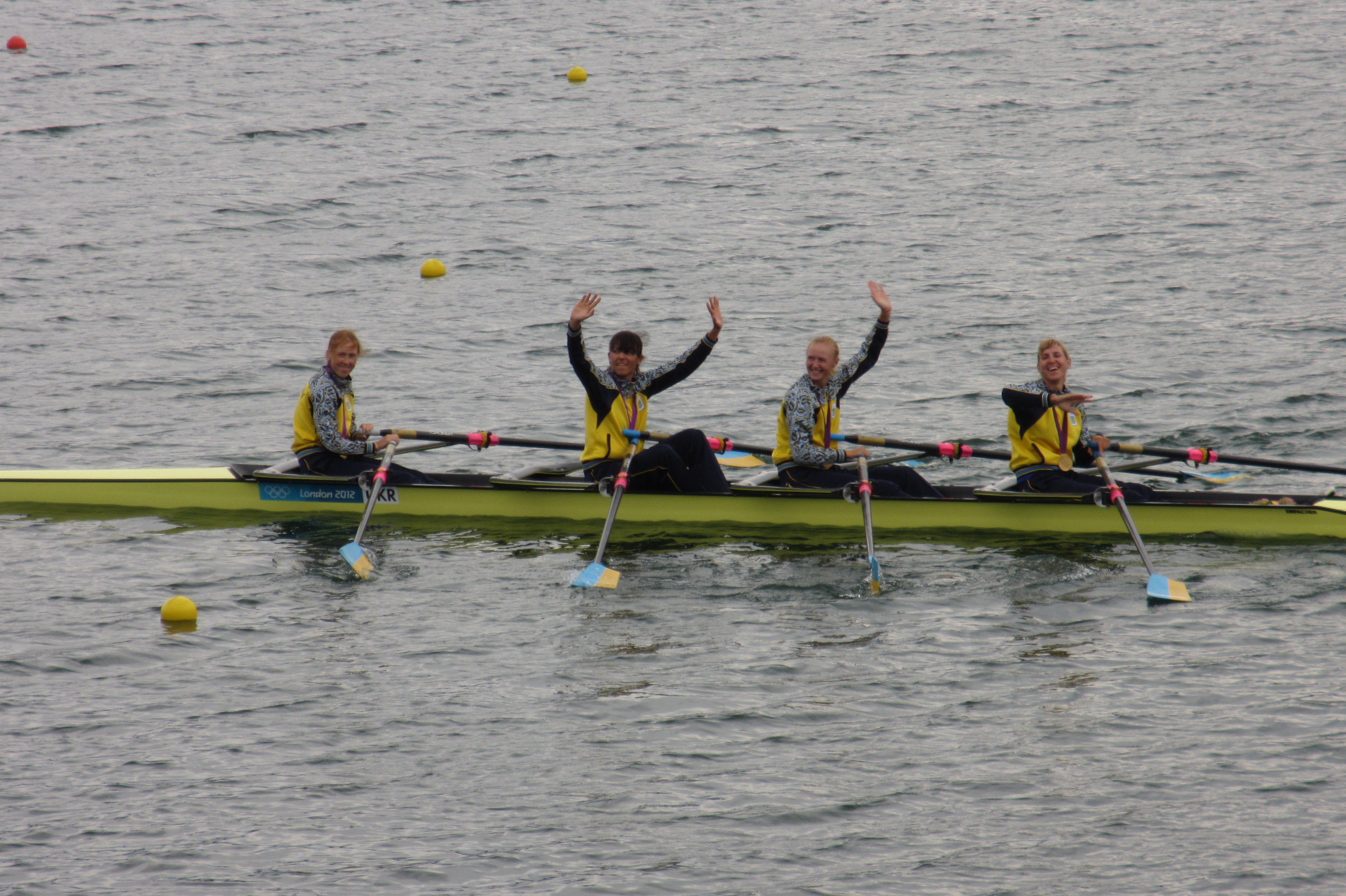
Competició femenina.

| Posició | País            | Or | Plata | Bronze | Total |
| 1       | Regne Unit      | 4  | 2     | 3      | 9     |
| 2       | Nova Zelanda    | 3  | 0     | 2      | 5     |
| 3       | Alemanya        | 2  | 1     | 0      | 3     |
| 4       | Dinamarca       | 1  | 1     | 1      | 3     |
| 5       | Txèquia         | 1  | 1     | 0      | 2     |
| 6       | Estats Units    | 1  | 0     | 2      | 3     |
| 7       | Sud-àfrica      | 1  | 0     | 0      | 1     |
| 7       | Ucraïna         | 1  | 0     | 0      | 1     |
| 9       | Austràlia       | 0  | 3     | 2      | 5     |
| 10      | Canadà          | 0  | 2     | 0      | 2     |
| 11      | Croàcia         | 0  | 1     | 0      | 1     |
| 11      | França          | 0  | 1     | 0      | 1     |
| 11      | Itàlia          | 0  | 1     | 0      | 1     |
| 11      | R.P. de la Xina | 0  | 1     | 0      | 1     |
| 15      | Eslovènia       | 0  | 0     | 1      | 1     |
| 15      | Grècia          | 0  | 0     | 1      | 1     |
| 15      | Països Baixos   | 0  | 0     | 1      | 1     |
| 15      | Polònia         | 0  | 0     | 1      | 1     |
| Total   | Total           | 14 | 14    | 14     | 42    |